# 焙烤盘

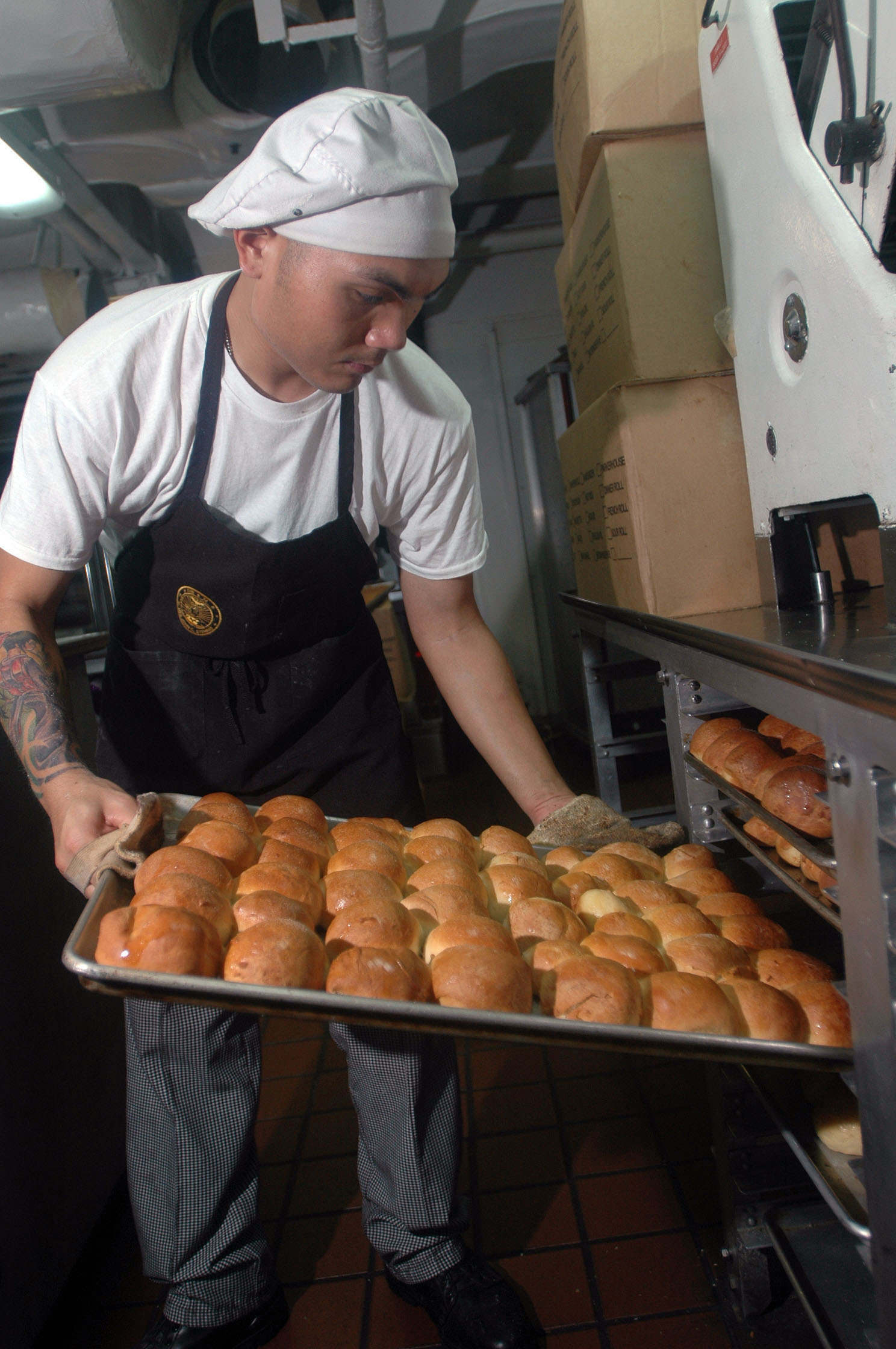
一架飞机上，面包师在把滚烫的放满圆面包的焙烤盘放到冷却架上

焙烤盘，又称烘烤盘，烘焙盘或面包烤盘，是一种长方形的烤炉用金属制烤盘。焙烤盘通常用来制作圆面包以及各类扁形的糕点，如曲奇、卷蛋糕和单层大块蛋糕。
同其他炊具一样地，焙烤盘的材质金属可能多种多样，但主要是铝和不锈钢。最简单的焙烤盘即一张金属板；当然，大多数焙烤盘不只是一张金属板这么简单：或有外壁，或有把手，有些焙烤盘还加有隔热层。

## 衬料与涂料
一些烘焙师并不会直接在焙烤盘上烤制糕点，而是会先在上面垫一层烤盘纸。在烤制某些易损或粘稠的糕点时，烤盘纸的使用更为常见。也有另一些烘焙师拒绝使用烤盘纸，因为他们认为糕点可能会沾上纸含有的化学成分，且使用烤盘纸会使烘焙时间更长。
为了防粘，一些焙烤盘会上釉。